# Сулковский, Иосиф Мария Людвик
Йозеф Мария Людвик Сулковский (пол. Józef Maria Ludwik Sułkowski; 2 февраля 1848, Вена — 17 января 1920, Вена) — польский аристократ из рода Сулковских герба «Сулима», 7-й князь на Бельско-Бяле (VII Herzog von Bielitz, Grafen von Lissa, Sduny und Kobilyn) (1879—1920). Единственный сын Людвика Яна Непомуцена Сулковского (1814—1879), 6-го князя на Бельско-Бяле (1832—1879), от первого брака с баронессой Анной Елизаветой Франциской фон Дитрих (1823—1853).

## Детство, образование и военная служба

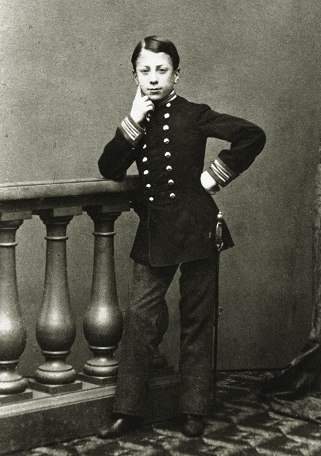
Князь Йозеф Мария в Венском Терезиануме

Его детство не было легким. Уже в первые месяцы после рождения случились трагические события в его семье. В марте 1848 года в Слупне была убита его бабка Луиза Сулковская из дома Лариш, в октябре на революционных баррикадах в Вене погиб его дядя Максимилиан Сулковский, а чуть позже за выступление на стороне революционеров был арестован его отец, который после побега отправился в принудительную эмиграцию. В возрасте пяти лет Йозеф Мария потерял свою мать, спустя два года умер его дед по материнской линии, барон Йозеф фон Дитрих. Юный Йозеф был отдан на воспитание иезуитам, затем учился в Венском Терезиануме, где провел один год (1854—1855). Когда в 1862 году умерла его бабка, баронесса Анна Клара Альбина фон Дитрих, Йозеф Мария впервые встретился с отцом, мачехой и сводными братьями и сестрами. В 1866/1867 годах он находился вместе с ними в Париже в среде польской аристократии.
Военную службу Йозеф Мария Сулковский начал в 1867 году в чине кадета в 1-м Уланском полку принца Грюнне (штаб полка в Лугоже), а в июне 1868 года после женитьбы был уволен с военной службы.

## Личная жизнь

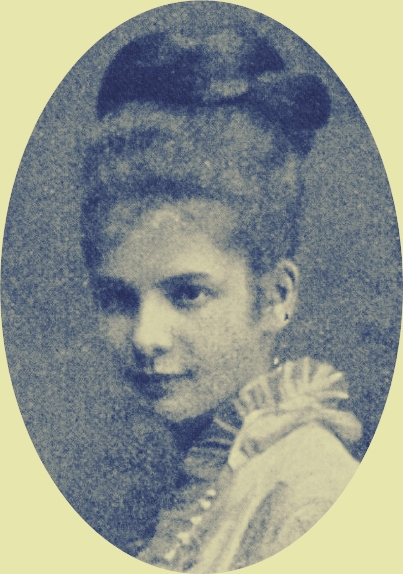
Ида Йёгер, вторая супруга князя Йозефа Марии Сулковского

14 июня 1868 года в костёле Розавице около Боденбаха (в Чехии) князь Йозеф Мария Людвик Сулковский женился на Виктории Геновефе Леманн (1838—1901), дочери католиков Роберта Игнатия Леманна из Вены и Геновефы Мерсье из французского Нанжиса. Её дедом и бабкой были евреи Саул Леманн и Регина Оппенгейм. Около 1869 года у супругов родилась дочь Валерия, которая умерла 20 декабря 1873 года в Вене. Через шесть лет супруги развелись. Второй избранницей князя стала Ида Йёгер (1847—1916), дочь стоматолога из Линца, известная певица (сопрано), выступавшая в Вене, Вюртемберге, Праге, Берлине и Штутгарте. Брак был заключен 29 июля 1881 года в Цюрихе после рождения (5 июля) их единственной дочери Иды Розы (1881—1934). Через несколько лет второй брак Йозефа Сулковского также распался. Также у князя было несколько любовниц, одна из которых, Анна Хубер (1859—1922), служанка в замке Файстриц, которая родила ему двух сыновей, Петера в 1894 году и Франца в 1898 году.

## Собственность и её потеря

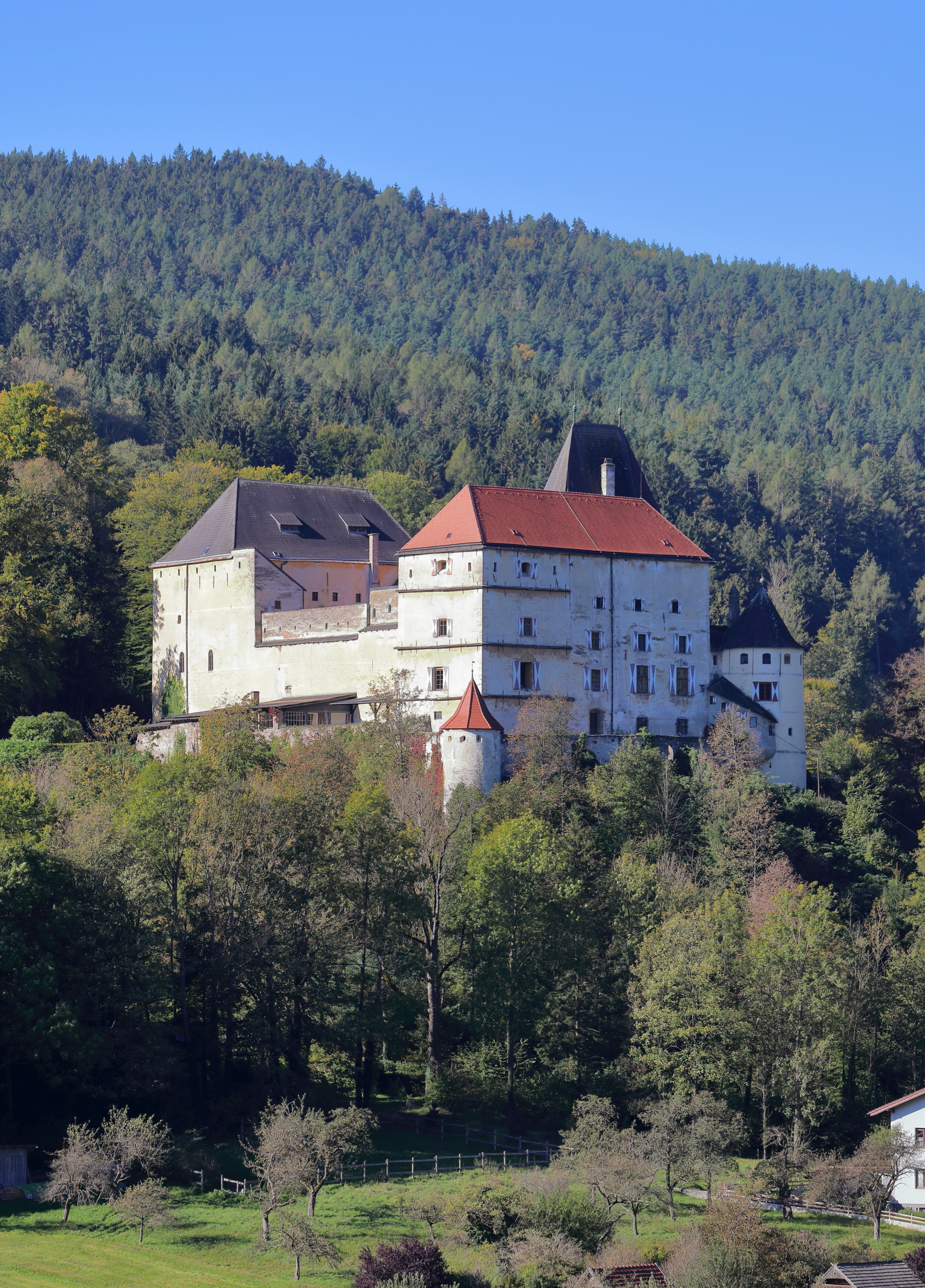
Замок Файстриц-ам-Вексель

После смерти своего деда, барона Йозефа фон Дитриха, князь Йозеф Мария Людвик Сулковский стал единственным наследником имущества покойного. Ко времени достижения им совершеннолетия (1870) собственностью барона управляли администраторы его отца. Среди его владений были замок в Файстриц-ам-Векселе (Нижняя Силезия), дворец в Мацлайнсдорфе (Вена), руины замка Томасберг (Нижняя Австрия), замок Нойхаус в Тржице (Словения), дворец в Мюрццушлаге, дворец в Пынкоте и многочисленная собственность в тех же населенных пунктах, зарубежные банковские депозиты и огромная коллекция произведений искусства. Среди унаследованных владений была и Пещера Германа (Hermannshöhle) около Кирхберг-на-Векселе.
После смерти своего отца в 1879 году князь Йозеф Мария Людвик Сулковский унаследовал замок в Бельско-Бяле и многочисленные имения в повяте Бельско-Бяла, однако там никогда не бывал. Вскоре из-за расточительного образа жизни князь Сулковский растранжирил наследство своего деда, барона фон Дитриха, и уменьшил отцовское имущество в Бельско-Бяле. Князь любил дорогостоящие поездки с многочисленной прислугой, собственной театрально-музыкальной группой и небольшим зверинцем. С этой целью князь снимал в аренду целые железнодорожные составы и элитные отели. Однако главной причиной был неудачный второй брак с Идой. После заключения мужа в сумасшедший дом в Дёблинге Ида быстро наложила руку на княжескую собственность. Тогда же произошли первые распродажи коллекций в замке Файстриц-ам-Вексель и дворце Мацлайнсдорф, в чем Иде помогал граф Иоганн Непомук Вильчек. После 1899 года княгиня добилась признания полной недееспособности мужа и стал вновь управлять его имуществом. Многочисленные судебные процессы с кредиторами в 1909 году привели к распродаже собственности барона Иоганна фон Дитриха, деда князя Йозхефа Сулковского. В руках семьи остался только замок Файстриц-ам-Вексель, который после смерти князя унаследовала его дочь. Ида Роза быстро обанкротилась, этот замок приобрел банкир Максимилиан Маутнер, который в 1923 и 1924 годах распродал на аукционах в Доротеуме остатки большой коллекции Дитрихов и Сулковского. Ида Роза была лишена своих доходов, работала уборщицей и иногда даже жила в приютах. Она умерла в нищете в 1934 году. Несмотря на негативный имидж Йозефа Марии Сулковского, созданный в прессе, его ферма в Пынкоте добилась отличных результатов в выращивании винограда и производстве вин, а главное, получала призы на сельскохозяйственных выставках за разведение породы свиней Mangalica. К заслугам князя следует отнести также строительство замкового рынка (1898) у подножия замка в Бельско-Бяле, что значительно изменило ландшафт города и увеличило доходы от арендной платы в казну ординации.

## Изоляция в Дёблинге

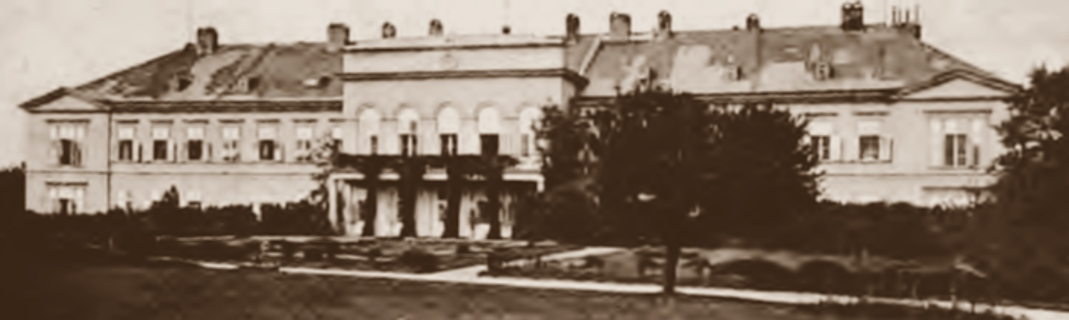
Сумасшедший дом в Дёблинге

В 1883 году князь Йозеф Мария Сулковский был задержан и помещен в сумасшедший дом в Дёблинге под Веной, в месте изоляции психически больных членов княжеских и королевский семей Европы. Он находился под наблюдением известных тогда психиатров, Рихарда фон Крафт-Эбинга и Максимилана Лейдесдорфа. Главной виновницей заключения князя в дом для душевнобольных была его супруга Ида, которая начала хлопотать о признания мужа сумасшедшим и, следовательно, об объявлении его недееспособным. При участии влиятельных людей князь Йозеф Мария Сулковский был признан сумасшедшим, на его имущество в Бельско-Бяле была наложена опека. Ида получила огромную пенсию из княжеской собственности и, кроме того, алименты для дочери. Это вызвало недовольство князя Альфреда Сулковского, сводного брата Йозефа. Альфред Сулковский, действуя по согласованию с Йозефом Марией, подал судебный иск о признании связи Йозефа с Идой недействительной, желая, таким образом, лишить жену и дочь князя право на наследование имущества, титула и фамилии. Около 1889 года судебный спор между Альфредом и Идой был решен в пользу последней и её дочери. Узнав об этом, Йозеф Мария бежал из Дёблинга в Швейцарию. Князь обратился в суд в Бонне и вторично был заключен в сумасшедший дом. По мнению прусских специалистов, профессора Карла Пельмана и доктора Фридриха Густава Нётеля, князь был признан здоровым. В середине 1890-х годов были окончательно восстановлены его гражданские права.
Князь Йозеф Мария Людвик Сулковский скончался в Вене 17 января 1920 года в возрасте 71 года. Первоначально он был похоронен на центральном кладбище в Вене, а через год его останки были перевезены в Файстриц-ам-Вексель.